# 一人っ子の国
『一人っ子の国』（One Child Nation）は、ナンフー・ワンとジアリン・チャン監督による2019年のアメリカ合衆国のドキュメンタリー映画である。中国で1979年から2015年まで敷かれていた一人っ子政策を主題としている。プレミア上映は2019年1月26日にサンダンス映画祭で行われ、米国審査員大賞（ドキュメンタリ部門）を獲得した。アメリカ合衆国では2019年8月9日にアマゾン・スタジオ配給で劇場公開された。

## 評価

### 興行収入
ニューヨークとロサンゼルスでそれぞれ1館ずつ封切られ、初週末に2万2244ドルを売り上げた。アマゾン側は「週末を通して完売」したと報じた。

### 批評家の反応
レビュー・アグリゲーターのRotten Tomatoesでは77件のレビューで支持率は99%、平均点は8.51/10となり、「『一人っ子の国』は中国の歴史の中の痛ましい章を鋭い明瞭さで探っていく」とまとめられた。Metacriticでは25件のレビューで加重平均値は85/100と示された。
『ハリウッド・リポーター』のデヴィッド・ルーニーはこの映画を「貴重な記録であり、この政府が管理する実験の暗黒面の沈痛でありながら恐ろしいイラストレーション」と評し、編集と音楽を賞賛した。